# Detto Mariano
Pour les articles homonymes, voir Mariano.
Detto Mariano, né à Monte Urano le 27 juillet 1937 et mort à Milan le 25 mars 2020, est un auteur-compositeur, pianiste, arrangeur, producteur et éditeur de musique italien.

## Biographie
Né Mariano Detto à Monte Urano dans la province de Fermo, Detto Mariano a commencé sa carrière en 1958. Il rejoint le Clan d'Adriano Celentano, devenant le claviériste dans son groupe d'accompagnement I Ribelli ainsi que parolier et arrangeur officiel de toutes les chansons du Clan entre 1962 et 1967,. Il a également collaboré, entre autres, avec Lucio Battisti, Mina, Milva, Equipe 84 et Bobby Solo. Par la suite il se consacre à la composition de bandes originales de films, en particulier les films de comédie.
Detto Mariano est mort le 25 mars 2020 à l'âge de 82 ans à Milan où il a été hospitalisé quinze jours plus tôt en raison des conséquences du coronavirus. Il est enterré dans le caveau familial au Cimetière majeur de Milan

## Discographie

### Albums
- 1963 : Uno strano tipo (colonne sonore) (Clan Celentano, ACC 40000, LP)
- 1975 : Dedicato a... (CGD, 65748, LP), comme Detto Mariano et la Pop Orchestra
- 1980 : Ratataplan (CAM, AMP 224, LP)
- 1980 : Qua la mano (Fonit Cetra, LPX 85, LP)

### Singles
- 1978 : Ave Maria di Schubert/Dear mr. Man (CLS, MDF 002, 7")
- 1980 : Ho fatto splash I/Ho fatto splash II (CAM, AMP 231, 7")

### Chansons écrites par Detto Mariano
| Année | Titre                     | Interprète                                    | Auteur du texte                        | Auteur de la musique                  |
| ----- | ------------------------- | --------------------------------------------- | -------------------------------------- | ------------------------------------- |
| 1958  | Sono pazzo di te          | Rudy Anselmo                                  | Riccardo Bellato                       | Detto Mariano                         |
| 1961  | Ciao amore                | Adriano Celentano                             | Riccardo Bellato                       | Detto Mariano et Adriano Celentano    |
| 1961  | 200 all'ora               | I Ribelli                                     | Instrumental                           | Detto Mariano                         |
| 1961  | Enrico VIII               | I Ribelli                                     | Instrumental                           | Detto Mariano                         |
| 1963  | Alle nove al bar          | I Ribelli                                     | Mogol et Gino Santercole               | Detto Mariano et Giorgio Benacchio    |
| 1964  | Terribilmente             | Liù Di Maggio                                 | Miki Del Prete et Don Backy            | Detto Mariano et Don Backy            |
| 1965  | Quando il sole scenderà   | Ico Cerutti                                   | Miki Del Prete et Alessandro Colombini | Detto Mariano                         |
| 1965  | Quanti ragazzi            | Isabella Iannetti                             | Miki Del Prete et Don Backy            | Detto Mariano et Adriano Celentano    |
| 1965  | Ma con chi                | Solidea                                       | Miki Del Prete et Luciano Beretta      | Detto Mariano et Adriano Celentano    |
| 1966  | La mia ciccia             | Pilade                                        | Luciano Beretta et Miki Del Prete      | Detto Mariano et Lorenzo Pilat        |
| 1966  | Io punto tutto su di te   | The Bachelors                                 | Luciano Beretta et Miki Del Prete      | Detto Mariano et Adriano Celentano    |
| 1967  | L'immensità               | Don Backy, Johnny Dorelli et Negramaro (2005) | Mogol et Don Backy                     | Detto Mariano et Don Backy            |
| 1967  | Torno sui miei passi      | Adriano Celentano                             | Luciano Beretta et Miki Del Prete      | Detto Mariano                         |
| 1967  | Non sono Frank Sinatra    | Pilade                                        | Luciano Beretta et Miki Del Prete      | Detto Mariano et Lorenzo Pilat        |
| 1967  | Le vitamine               | Teo                                           | Miki Del Prete et Don Backy            | Detto Mariano et Adriano Celentano    |
| 1968  | Canzone                   | Don Backy, Adriano Celentano et Milva         | Don Backy                              | Detto Mariano et Don Backy            |
| 1968  | Un minuto e non di più    | Milena Cantù                                  | Riccardo Pradella                      | Detto Mariano                         |
| 1969  | Cominciava così           | Equipe 84                                     | Maurizio Vandelli                      | Detto Mariano et Maurizio Vandelli    |
| 1969  | Acqua di mare             | Romina Power                                  | Vito Pallavicini                       | Detto Mariano et Albano Carrisi       |
| 1970  | Uno qualunque             | Giuliana Valci                                | Oscar Avogadro                         | Detto Mariano                         |
| 1970  | Quel poco che ho          | Al Bano                                       | Luciano Beretta                        | Detto Mariano et Albano Carrisi       |
| 1971  | Due occhi chiari          | Romina Power                                  | Romina Power                           | Detto Mariano et Romina Power         |
| 1973  | Battista                  | Ugolino                                       | Guido Lamberti                         | Detto Mariano et Giuseppe Cappelletti |
| 1973  | Il robot                  | Ugolino                                       | Guido Lamberti                         | Detto Mariano et Giuseppe Cappelletti |
| 1975  | Anna Anna                 | La Quinta Faccia                              | Detto Mariano                          | Detto Mariano                         |
| 1975  | Una donna                 | La Quinta Faccia                              | Detto Mariano                          | Detto Mariano                         |
| 1977  | Amarti, volerti, pensarti | Claudia Mori                                  | Antonio Balducci                       | Detto Mariano                         |
| 1977  | Una vita diversa          | Camaleonti                                    | Detto Mariano                          | Tonino Cripezzi                       |
| 1979  | Il mio primo angelo       | Mario Del Monaco                              | Andrea Lo Vecchio                      | Detto Mariano                         |
| 1979  | Ratataplan                | Raffaella Carrà                               | Detto Mariano                          | Detto Mariano                         |
| 1979  | Figli di Giove            | Galaxy Group                                  | Detto Mariano                          | Detto Mariano                         |
| 1979  | Temple e Tamtam           | I Piccoli Cantori di Nini Comolli             | Andrea Lo Vecchio                      | Detto Mariano                         |
| 1979  | Judo Boy                  | Judo Boy (Mario Balducci)                     | Andrea Lo Vecchio                      | Detto Mariano                         |
| 1980  | Gundam                    | Peter Rei (Mario Balducci)                    | Andrea Lo Vecchio                      | Detto Mariano                         |
| 1980  | Astroganga                | Galaxy Group                                  | Andrea Lo Vecchio                      | Detto Mariano                         |
| 1981  | Non te ne andare via      | Mario Del Monaco                              | Detto Mariano                          | Detto Mariano                         |
| 1982  | Io senza te non vivo      | Giuseppe Di Stefano                           | Andrea Lo Vecchio                      | Detto Mariano                         |

### Disques arrangés par Detto Mariano
| Année | Interprète               | Titre                                                        | Maison discographique     |
| ----- | ------------------------ | ------------------------------------------------------------ | ------------------------- |
| 1964  | La Ragazza del Clan      | Eh!Già/Ogni sera al bar (45 tours)                           | Clan Celentano ACC 24014  |
| 1965  | Adriano Celentano        | Non mi dir                                                   | Clan Celentano, ACC 40002 |
| 1965  | Bobby Solo               | Il secondo LP di Bobby Solo; Te vojo bene assaie             | Dischi Ricordi MRL 6045   |
| 1966  | Adriano Celentano        | La festa                                                     | Clan Celentano ACC 40006  |
| 1966  | Bobby Solo               | Per far piangere un uomo/Luna del lunedì (45 tours)          | Dischi Ricordi, SRL 10433 |
| 1966  | Adriano Celentano        | Il ragazzo della via Gluck (album)                           | Clan Celentano, ACC 40007 |
| 1966  | Bobby Solo               | Non c'è più niente da fare/Serenella (45 tours)              | Dischi Ricordi, SRL 10440 |
| 1967  | Al Bano                  | Nel sole                                                     | EMI Italiana, psq 048     |
| 1967  | Bobby Solo               | San Francisco/Peek a boo (45 tours)                          | Dischi Ricordi, SRL 10467 |
| 1968  | Bobby Solo               | Siesta/A presto, ciao... ti amo (45 tours)                   | Dischi Ricordi, SRL 10487 |
| 1968  | Lucio Battisti           | Prigioniero del mondo/Balla Linda (45 tours)                 | Dischi Ricordi, SRL 10495 |
| 1968  | Bobby Solo               | Una granita di limone/Vaya con Dios (45 tours)               | Dischi Ricordi, SRL 10503 |
| 1968  | Lucio Battisti           | La mia canzone per Maria/Io vivrò (senza te) (45 tours)      | Dischi Ricordi, SRL 10513 |
| 1969  | Bobby Solo               | Zingara/Piccola ragazza triste (45 tours)                    | Dischi Ricordi, SRL 10527 |
| 1969  | Camaleonti               | Vita d'uomo                                                  | CBS, 52724                |
| 1969  | Franco Guidi             | Dai Benedetto/Amico mio riposati (45 tours)                  | RCA Talent, TL 23         |
| 1969  | Bobby Solo               | Domenica d'agosto/Una donna che passò (45 tours)             | Dischi Ricordi, SRL 10545 |
| 1969  | Al Bano                  | Pensando a te                                                | EMI Italiana, qelp 8188   |
| 1969  | Lucio Battisti           | Acqua azzurra, acqua chiara/Dieci ragazze (45 tours)         | Dischi Ricordi, SRL 10538 |
| 1969  | Edoardo Bennato          | Marylou/La fine del mondo (45 tours)                         | Numero Uno, ZN 50004      |
| 1969  | Lucio Battisti           | Mi ritorni in mente/7 e 40 (45 tours)                        | Dischi Ricordi, SRL 10567 |
| 1969  | Adriano Celentano        | Le robe che ha detto Adriano                                 | Clan Celentano, BF 502    |
| 1970  | Lucio Battisti           | Emozioni                                                     | Dischi Ricordi, SMRL 6079 |
| 1970  | Mina                     | Insieme/Viva lei (45 tours)                                  | PDU                       |
| 1972  | Adriano Celentano        | I mali del secolo                                            | Clan Celentano, BFM 701   |
| 1973  | Adriano Celentano        | Nostalrock                                                   | Clan Celentano, CLN 65764 |
| 1974  | Adriano Celentano        | Bellissima/Stringimi a te (45 tours)                         | Clan Celentano, CLN 2443  |
| 1975  | Adriano Celentano        | Yuppi du                                                     | Clan Celentano, CLN 69120 |
| 1976  | Adriano Celentano        | Svalutation/La barca (45 tours)                              | Clan Celentano, CLN 4375  |
| 1978  | Renato Rascel            | Sì... buonasera!/Un cuore con la K (45 tours)                | CBS/CGD CBS 6822          |
| 1979  | Galaxy Group             | Mazinga Z/Figli di Giove (45 tours)                          | Meeting, MMC 102          |
| 1979  | Tam Tam                  | Temple e Tam Tam/Erba fresca (45 tours)                      | Meeting, MMC 103          |
| 1979  | Billy's Gang             | Billy il bugiardo/Billy il bugiardo (strumentale) (45 tours) | Meeting, CBS 8214         |
| 1980  | Peter Rei                | Gundam/Bright (45 tours)                                     | Meeting, MMC 106          |
| 1980  | Judo Boy                 | Judo Boy/Ken (45 tours)                                      | Meeting, MMC 107          |
| 1980  | Galaxy Group             | Astroganga/Maya (45 tours)                                   | Meeting, MMC 108          |
| 1980  | Angelo e il gruppo clown | Piccola Lulù/Tubby (45 tours)                                | Meeting, MMC 116          |
| 1982  | Il Piccolo Coro di Lilly | I bon bon di Lilly/Toto (45 tours)                           | Meeting/CLS, MMC 121      |
| 1982  | Patrizia Tapparelli      | Io e te/Io e te (instrumental)(45 tours)                     | G&G Records, GG 0031      |
| 1982  | Giuseppe Di Stefano      | Malafemmena (45 tours)                                       | CLS, MDRL-28166           |
| 1985  | Cristina D'Avena         | Il grande sogno di Maya                                      | Five Record FM 13092      |
| 1985  | Cristina D'Avena         | Le avventure della dolce Katy                                | Five Record, FM 13098     |
| 2017  | Mina                     | Tutte le migliori                                            | Clan Celentano/PDU        |

## Filmographie

### Compositeur
- 1968 : Quarta parete d'Adriano Bolzoni
- 1975 : Fais vite avant que ma femme revienne ! (Yuppi du) d'Adriano Celentano
- 1976 : Culastrisce nobile veneziano de Flavio Mogherini
- 1976 : La principessa nuda (it) de Cesare Canevari
- 1977 : L'altra metà del cielo de Franco Rossi
- 1978 : Per vivere meglio, divertitevi con noi de Flavio Mogherini
- 1979 : Ratataplan de Maurizio Nichetti
- 1979 : Samedi, dimanche, vendredi (Sabato, domenica e venerdì) de Sergio Martino, Pasquale Festa Campanile et Castellano et Pipolo
- 1979 : Tesoro mio de Giulio Paradisi
- 1980 : Sucre, Miel et Piment (Zucchero, miele e peperoncino) de Sergio Martino
- 1980 : Mon curé va en boîte (Qua la mano) de Pasquale Festa Campanile
- 1980 : Le Vieux Garçon (Il bisbetico domato) de Castellano et Pipolo
- 1980 : La moglie in vacanza... l'amante in città de Sergio Martino
- 1980 : Mia moglie è una strega de Castellano et Pipolo
- 1981 : I fichissimi (it) de Carlo Vanzina
- 1981 : Asso de Castellano et Pipolo
- 1981 : Manolesta de Pasquale Festa Campanile
- 1981 : Delitto al ristorante cinese de Bruno Corbucci
- 1981 : Spaghetti a mezzanotte de Sergio Martino
- 1981 : Cornetti alla crema de Sergio Martino
- 1981 : Culo e camicia de Pasquale Festa Campanile
- 1982 : Ricchi, ricchissimi... praticamente in mutande de Sergio Martino
- 1982 : Acapulco, prima spiaggia... a sinistra de Sergio Martino
- 1982 : La Lycéenne et les Fantômes (La casa stregata) de Bruno Corbucci
- 1982 : Eccezzziunale... veramente (it) de Carlo Vanzina
- 1982 : W la foca (it) de Nando Cicero
- 1982 : Sballato, gasato, completamente fuso de Steno
- 1983 : Amore tossico de Claudio Caligari
- 1983 : Il giustiziere della strada de Giuliano Carnimeo
- 1984 : Il ragazzo di campagna de Castellano et Pipolo
- 1985 : È arrivato mio fratello (it) de Castellano et Pipolo
- 1985 : Il burbero de Castellano et Pipolo
- 1986 : Grandi magazzini de Castellano et Pipolo
- 1986 : Yuppies - I giovani di successo (it) de Carlo Vanzina
- 1986 : L'assassino è ancora tra noi de Camillo Teti
- 1990 : Au bonheur des chiens (C'era un castello con 40 cani) de Duccio Tessari

### Acteur
- 1964 : Super rapina a Milano d'Adriano Celentano
- 1975 : Fais vite avant que ma femme revienne ! (Yuppi du) d'Adriano Celentano